# Adriano Bernardini
Pour les articles homonymes, voir Bernardini.
Adriano Bernardini (né le 13 août 1942) est un prélat italien de l'Église catholique qui a occupé des fonctions au sein du service diplomatique du Saint-Siège des années 1970 jusqu'à sa retraite en 2017. Sa première mission en tant que nonce apostolique a été au Bangladesh (1992-1995) et sa dernière en Italie (2011-2017). Il est archevêque depuis 1992.

## Biographie
Le 31 mars 1968, il est ordonné prêtre pour le diocèse de Rome par le cardinal Egidio Vagnozzi. Il étudie à  l'Académie pontificale ecclésiastique pour étudier la diplomatie et obtenir un doctorat en droit canonique.

## Carrière diplomatique
Sa première affectation au service diplomatique du Saint-Siège est la nonciature apostolique au Pakistan (en), qui suit également les événements en Afghanistan. Il travaille ensuite dans les nonciatures d'Angola (en), du Japon (en), du Venezuela (en) et d'Espagne. Le 17 janvier 1989, il est nommé chargé d'affaires à la nonciature de Taïwan (en). Le 20 août 1992, quelques jours après son 50e anniversaire, il est nommé archevêque titulaire de Falerii (de) et nonce apostolique au Bangladesh (en). Il est consacré le 15 novembre 1992 par le cardinal Angelo Sodano et comme co-consécrateurs Josip Uhač, archevêque titulaire de Tharros (de) et secrétaire de la Congrégation pour l'évangélisation des peuples, et Remigio Ragonesi (it), archevêque titulaire de Ferentium (de) et vice-gérant du diocèse de Rome.
Bernardini est resté au Bangladesh jusqu'au 15 juin 1996, date à laquelle il est nommé nonce apostolique à Madagascar (en), Maurice (en) et aux Seychelles (en). Il est ensuite nommé nonce en Thaïlande (en), à Singapour (en) et au Cambodge (en) et délégué apostolique en Birmanie (en), au Laos (en), en Malaisie (en) et au Brunei (en) le 24 juillet 1999. Le pape Jean-Paul II le nomme nonce apostolique en Argentine (en) le 26 avril 2003. Ses années là-bas sont marquées par de vives divergences entre les évêques argentins, notamment le cardinal Jorge Bergoglio (futur pape François), et Bernardini en tant que représentant du secrétaire d'État, le cardinal Angelo Sodano.
Le pape Benoît XVI le nommé nonce en Italie (en) et à Saint-Marin (en) le 15 novembre 2011. En 2014, il mène une enquête sur des accusations de comportement scandaleux de la part de prêtres dans le diocèse d'Albenga-Imperia, qui conduit à une enquête plus approfondie et à la révocation d'un évêque. Sa carrière dans le service diplomatique prend fin le 12 septembre 2017, lorsqu'il est remplacé en tant que nonce en Italie par le premier non-Italien à occuper ce poste depuis que l'Italie et le Saint-Siège ont établi des liens diplomatiques complets en 1929,.
Le 4 octobre 2017, le pape François le nomme membre de la Congrégation pour l'évangélisation des peuples.

## Succession apostolique
Adriano Bernardini a ordonné les évêques suivants :
- Archevêque Paulinus Costa (1996)
- Archevêque Moses Costa (en), C.S.C. (1996)
- Archevêque Nicholas Chia (en) (2001)
- Évêque Peter Hla (it) (2001)
- Évêque Francis Daw Tang (en) (2002)
- Évêque John Hsane Hgyi (2003)
- Évêque Paul Tan Chee Ing (en), S.I. (2003)
- Évêque Marcelo Raúl Martorell (de) (2006)
- Évêque Mariano Moreno García (en), O.S.A. (2008)
- Évêque José Slaby (de), C.SS.R. (2009)
- Évêque Víctor Selvino Arenhart (de) (2009)
- Évêque Marcelo Alejandro Cuenca (de) (2010)